# 光 (エンジン)

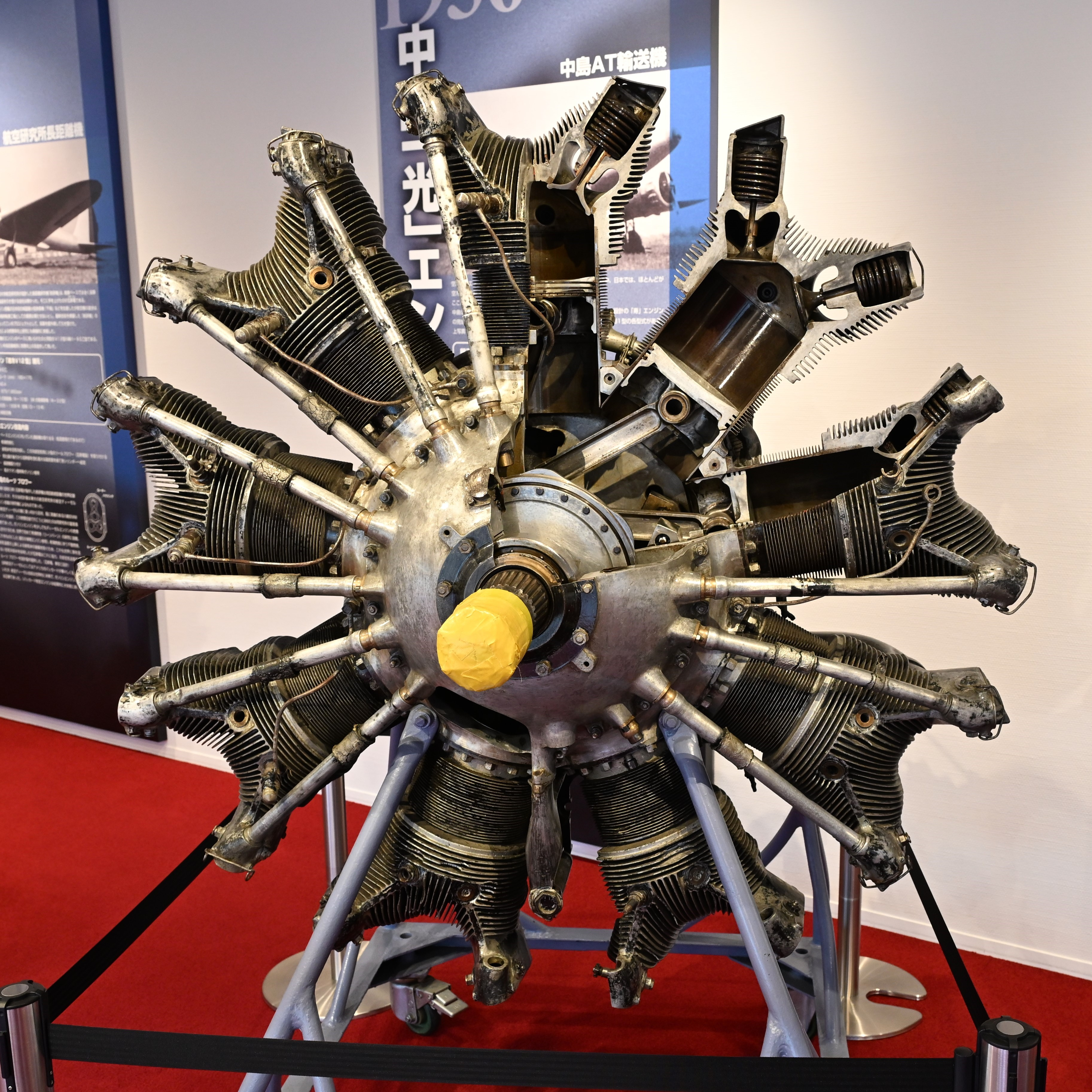
日野オートプラザに展示される光三型（1936年）

光（ひかり）は、第二次世界大戦前に中島飛行機が開発・製造した航空機用空冷星型エンジンでバルブ駆動方式はOHV。
海軍に光として、陸軍にはハ8として採用され、陸軍機にも搭載されている。社内呼称はNAP。

## 概要
陸軍の指示により1931年（昭和6年）に開発を開始。ライト R-1820 サイクロンEの機構を参考にした発動機で1934年（昭和9年）ハ8として制式採用になった。更にその海軍型が製作され、最大出力が730馬力から770馬力に向上しており光発動機と命名され試作機に搭載された。陸軍での呼称はハ8I。この発動機はライトの了解なしにサイクロンを手本にしており、完全に複製したわけではないが厳密に言うとライトの権利を侵害した部分もあるため、NAP系列の量産が明確になった1934年9月に陸軍の指示により中島はライトからサイクロンFの製造権を購入している。生産数は光が約20台、ハ8、ハ8I合計730台である。
続いて1934年1月にライト R-1820 サイクロンFの機構を殆どそのまま取り入れた発動機の開発を開始し、翌年4月に一号機が完成した。1936年（昭和11年）1月15日に海軍に光発動機一型（直結型）、光発動機二型（減速式）として制式採用となり、翌年10月光発動機三型が制式採用になった。陸軍ではハ8IIとして制式採用となっている。生産数は光一型、二型、三型合わせて約1200台、ハ8IIが約200台である。
一説では、「日本の技術力ではサイクロンをそのまま複製しても一割は出力が落ちるから、最初から排気量を一割増しにすればよい」とボア・ストロークを拡大したという。だが、安易なボア・ストロークの拡大により他に類例の少ない160mmの大径ボアになり、不調が多発したという（川崎のハ9もボア160mmで、シリーズ末期の不調はこの大径ボアにも一因があるとされる）。中島では輸入した100オクタン燃料による限界試験を行い1,000馬力運転を試みたが、過給圧を上げると途端に不調となり全く届く事が無かった。このため同型シリンダーの採用もなく、大出力を狙った「護」の設計にあたっては、ボア・ストロークを縮小している。なお、原型とされるサイクロンは安定して1,200馬力を発生しており、最終的には1,500馬力に達している。

## パテント問題
陸軍の懸念は的中し1937年（昭和12年）にNAP系列の発動機を装備した神風号が訪欧飛行に成功した直後、神風号の発動機に関する情報を入手したライトが、製造権購入前にライトの発動機を模倣していたとして、製造権購入契約に基づいて同社に派遣されていた中島の技師の工場内立入りを禁止する事態になっている。中島側が神風号の発動機とライト サイクロンとの相違点を説明して何とか解決し、幸いにして大きな国際問題とはならなかった。

## 主要諸元

### 光一型
- タイプ：空冷星型9気筒
- 筒径×行程：160 mm×180 mm
- 排気量：32.6 L
- 全長：1,245 mm
- 外径：1,375 mm
- 乾燥重量：542 kg
- 燃料：気化器式
- 過給機：遠心式1段1速過給機
- 離昇馬力　
  - 730 hp
- 公称馬力　
  - 600 hp

### 光二型
- タイプ：空冷星型9気筒
- 筒径×行程：160 mm×180 mm
- 排気量：32.6 L
- 全長：1,366 mm
- 外径：1,375 mm
- 乾燥重量：472.8 kg
- 燃料：気化器式
- 過給機：遠心式1段1速過給機
- 離昇馬力　
  - 840 hp
- 公称馬力　
  - 700 hp

### 光三型
- タイプ：空冷星型9気筒
- 筒径×行程：160 mm×180 mm
- 排気量：32.6 L
- 全長：1,425 mm
- 外径：1,375 mm
- 乾燥重量：487.6 kg
- 燃料：気化器式
- 過給機：遠心式1段1速過給機
- 離昇馬力　
  - 770 hp
- 公称馬力　
  - 710 hp

## 主な搭載機
- 九三式二型双発軽爆撃機
- 九四式偵察機
- 九五式艦上戦闘機
- 九六式艦上攻撃機
- 九七式一型司令部偵察機
- 九七式一号艦上攻撃機
- 九七式艦上偵察機